# بوبو لويس
بوبو لويس (بالإنجليزية: Bobo Lewis)‏ هي ممثلة أمريكية، ولدت في 14 مايو 1926 بميامي في الولايات المتحدة، وتوفيت في 6 نوفمبر 1998 بنيويورك في الولايات المتحدة بسبب سرطان.

## وصلات خارجية
- بوبو لويس على موقع IMDb (الإنجليزية)
- بوبو لويس على موقع أول موفي (الإنجليزية)
- بوبو لويس على موقع قاعدة بيانات برودواي على الإنترنت (الإنجليزية)
- بوبو لويس على موقع قاعدة بيانات الفيلم (الإنجليزية)